# Fondazione Friedrich Wilhelm Murnau
La Fondazione Friedrich Wilhelm Murnau (in tedesco Friedrich-Wilhelm-Murnau-Stiftung), situata nella città tedesca di Wiesbaden, è stata fondata nel 1966 per conservare e curare la raccolta di opere del regista Friedrich Wilhelm Murnau, nonché altri film tedeschi. La cineteca comprende circa 6.000 titoli prodotti tra il 1890 e il 1960. La fondazione si occupa anche della proiezione pubblica delle opere curate.